# Ryan Stanton
Ryan Michael Stanton (* 20. Juli 1989 in St. Albert, Alberta) ist ein kanadischer Eishockeyspieler, der zuletzt bis zum Ende der Saison 2023/24 beim italienischen Klub HC Pustertal aus der ICE Hockey League unter Vertrag gestanden und dort auf der Position des Verteidigers gespielt hat. Zuvor war Stanton unter anderem für die Chicago Blackhawks, Vancouver Canucks und Washington Capitals in der National Hockey League (NHL) sowie hauptsächlich in der American Hockey League (AHL) aktiv.

## Karriere

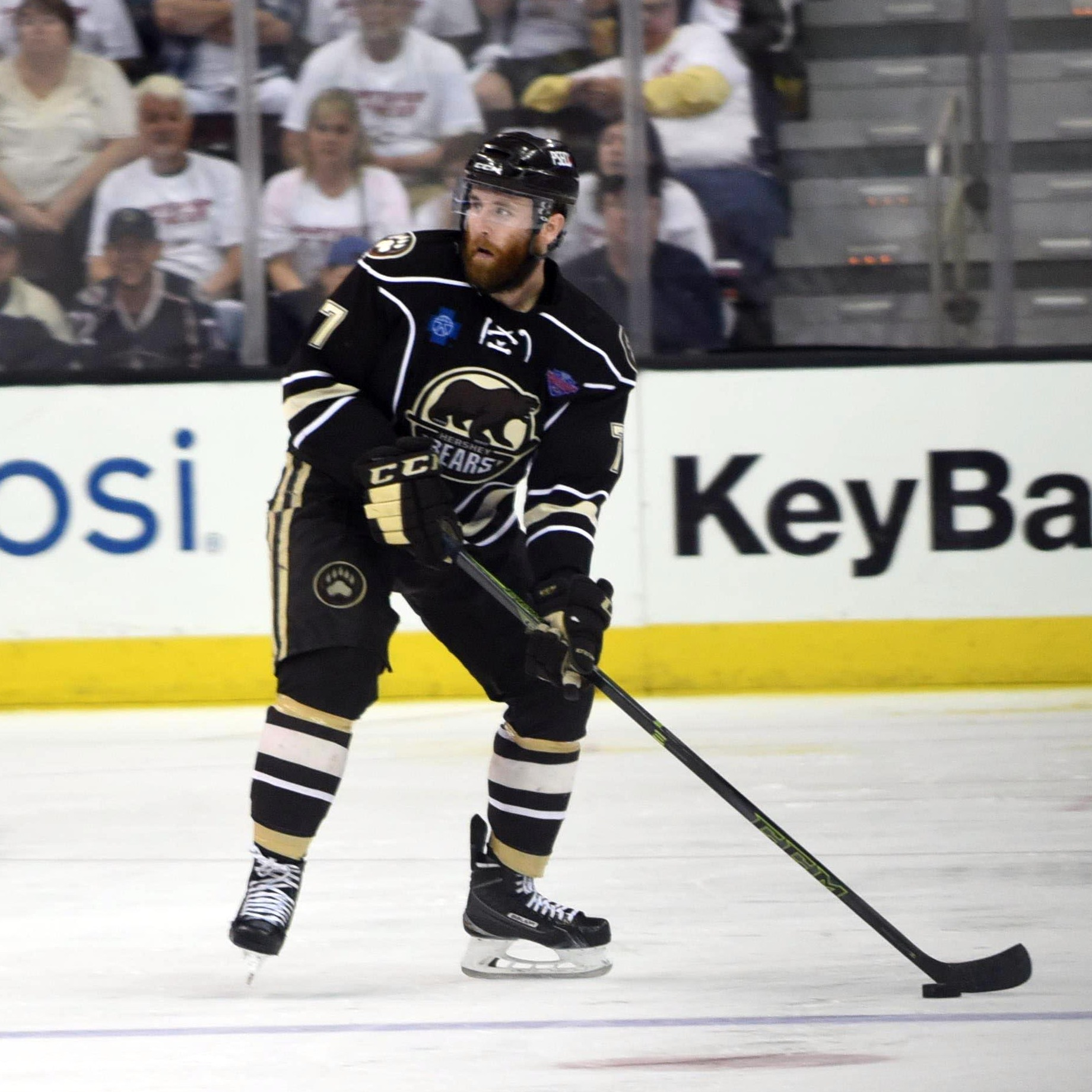
Stanton im Trikot der Hershey Bears (2016)

Stanton spielte während seiner Juniorenzeit zwischen 2006 und 2010 vier volle Spielzeiten für die Moose Jaw Warriors in der Western Hockey League (WHL). Dabei steigerte der Offensiv-Verteidiger seine Punktausbeute kontinuierlich, wurde aber dennoch in keinem NHL Entry Draft ausgewählt.
Der Free Agent wurde vor seinem Wechsel ins Profilager im März 2010 von den Chicago Blackhawks aus der National Hockey League (NHL) unter Vertrag genommen, die ihn in den folgenden drei Jahren bei ihrem Farmteam, den Rockford IceHogs, in der American Hockey League (AHL) einsetzten. Mit Ausnahme eines Spiels für die Blackhawks in der NHL im Verlauf der Saison 2012/13 kam er dort ausschließlich zum Einsatz. Im Sommer 2013 wurde Stanton nach Auslauf seines Vertrags von den Vancouver Canucks verpflichtet, wo er bis 2015 als Stammspieler aktiv war und in 118 Partien für die Kanadier auflief. Dabei sammelte er 27 Scorerpunkte. Nach zwei Jahren in Vancouver zog es ihn – erneut als Free Agent – zu den Washington Capitals. Dort fand sich der Abwehrspieler erneut in der AHL bei den Hershey Bears wieder. Nur einmal kam er für den Hauptstadtklub im Verlauf der Spielzeit 2015/16 zum Einsatz. Im Juli 2016 wechselte er schließlich in die Organisation der Colorado Avalanche, die ihn nach der Saisonvorbereitung zu ihrem AHL-Farmteam San Antonio Rampage schickten. Nachdem er dort bis Ende November 15 Spiele absolviert hatte, wurde er im Tausch für Cody Goloubef an die Columbus Blue Jackets abgegeben, die ihn an ihr Farmteam Cleveland Monsters abstellten.
Nach dem Ende der Saison 2016/17 wurde sein Vertrag in Columbus nicht verlängert, sodass er sich als Free Agent den Edmonton Oilers anschloss. Dort kam er zwei Jahre lang ausschließlich in der AHL bei den Bakersfield Condors zum Einsatz, bevor er im Juli 2019 einen auf die AHL beschränkten Vertrag bei den Ontario Reign unterzeichnete. Nach einem Jahr dort kehrte er im September 2020 nach Bakersfield zurück, bevor er sich im August 2021 in den Rockford IceHogs ebenfalls einem früheren Arbeitgeber anschloss. Nach der Spielzeit 2021/22 entschied sich der Verteidiger zu einem Wechsel nach Europa, wo er sich im Juli 2022 den Kölner Haien aus der Deutschen Eishockey Liga (DEL) anschloss. Nach der Saison 2022/23 verließ er den Klub wieder und wechselte zur darauffolgenden Spielzeit für ein Jahr zum HC Pustertal aus der ICE Hockey League.

## Karrierestatistik
Stand: Ende der Saison 2023/24
(Legende zur Spielerstatistik: Sp oder GP = absolvierte Spiele; T oder G = erzielte Tore; V oder A = erzielte Assists; Pkt oder Pts = erzielte Scorerpunkte; SM oder PIM = erhaltene Strafminuten; +/− = Plus/Minus-Bilanz; PP = erzielte Überzahltore; SH = erzielte Unterzahltore; GW = erzielte Siegtore; 1 Play-downs/Relegation; Kursiv: Statistik nicht vollständig)